# Griechischer Schäferhund

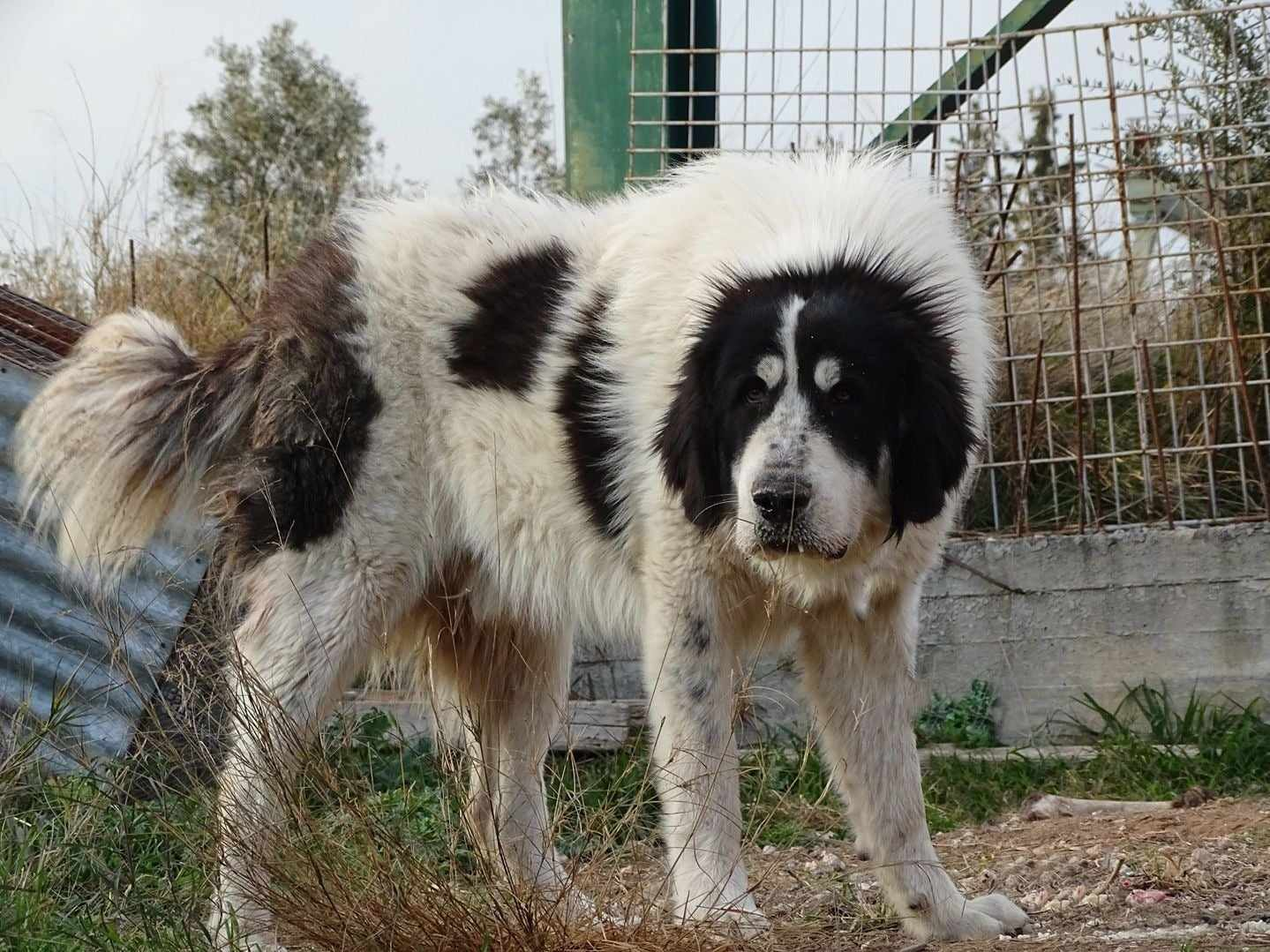

Der Griechische Schäferhund (gr. Ελληνικός Ποιμενικός, Ellenikós Poimenikós) ist eine nicht von der FCI anerkannte Hunderasse aus Griechenland. Die Rasse wird vom griechischen Kennel Club (KOE) auf nationaler Ebene anerkannt.

## Herkunft und Geschichtliches
Der Griechische Schäferhund ist ein alter Gebrauchshundetyp, der vermutlich von den antiken Molossern abstammt und sich mit anderen Berghunden Griechenlands vermischt hat.
Er wird seit 1998 von der griechischen Tier- und Umweltschutzorganisation Arcturos gezüchtet, um an Schäfer abgeben zu werden,  deren Schaf- und Ziegenherden durch Bergregionen mit Bären und Wölfen ziehen.

## Beschreibung
Der Griechische Schäferhund ist ein robuster, genügsamer, trittsicherer, kräftiger und muskulöser Herdenschutzhund, der für die Arbeit im Gelände auch unter widrigen Bedingungen gezüchtet wurde. Es handelt sich um eine spätentwickelnde Rasse mit ausgeprägtem Geschlechtsdimorphismus.
Der Kopf ist massig, das Verhältnis Schnauze zu Hirnschädel beträgt ungefähr 2:3. Die Schnauze ist breit, mit ausgeprägtem Stop, der Hirnschädel ist ungefähr gleich lang wie breit, mit starkem Occiput. Das Scherengebiss soll ausgeprägte Eckzähne aufweisen. Die Lefzen sind dick und etwas lose. Die dreieckigen Hängeohren setzen etwa auf Augenhöhe an und sind mittelgroß, mit dickem Ohrleder und dicht behaart. Das Kupieren der Ohren ist verboten. Die Augen sind oval und braun, wobei dunklere Farbtöne bevorzugt werden. Die Lider sind anliegend, ohne Ektropium.
Der Brustkorb ist breit und tief und reicht bis zu den Ellbogen. Der Rücken ist breit, muskulös und mäßig lang, der Bauch ist leicht hochgezogen. Die Lendengegend ist breit, leicht gebogen und etwas höher als der Widerrist. Die Rute hat einen kräftigen Ansatz; Stummelruten sind erlaubt.
Das Fell besteht aus dichtem Stockhaar mit ausgeprägter Unterwolle und bildet an den Hinterbeinen Hosen. Das Deckhaar ist gerade oder leicht gewellt, entweder mittellang oder lang. Männliche Tiere weisen eine ausgeprägte Mähne auf; das Fell der Hündinnen ist kürzer als bei Rüden.
An Farben kommen schwarz, alle Schattierungen von braun, weiß und gescheckt vor, wobei mehrfarbige Hunde ebenfalls vorkommen. Es gibt keine bevorzugten Farben.

## Verwendung
Die Rasse wird in Griechenland als Herdenschutzhund verwendet.

## Wesen
Der Standard beschreibt den Griechischen Schäferhund als unabhängig, mutig, loyal, mit ausgeprägtem Schutzverhalten. Gegenüber Artgenossen zeigt die Rasse ein ausgeprägtes Dominanzverhalten.